# Beukenzebramot
De beukenzebramot (Parornix fagivora) is een vlinder uit de familie van de mineermotten (Gracillariidae). De wetenschappelijke naam werd gepubliceerd in 1861 door Heinrich Frey.

## Kenmerken
De spanwijdte is 11-14 mm.

## Levenswijze
De larven voeden zich met de beuk (Fagus sylvatica). Ze mineren de bladeren van hun waardplant. De mijn begint als een onderzijdig epidermaal gangetje met roodbruine frass. Later wordt het een klein rechthoekig voldiep blokje met zwarte frass. De larve legt slechts weinig zijde af in de mijn, die nagenoeg vlak blijft. Uiteindelijk verlaat de larve de mijn en leeft vrij verder onder een omgevouwen bladrand of bladpunt.

## Verspreiding
De soort komt voor in Europa. Hij komt voor van Zweden tot in de Pyreneeën, Italië en Albanië en van Groot-Brittannië tot in Zuid-Rusland.